# Македония на зимних Олимпийских играх 2018
Республика Македония на зимних Олимпийских играх 2018 года была представлена тремя спортсменами в двух дисциплинах лыжного спорта.

## Состав сборной
Горнолыжный спорт
1. Антонио Ристевски

 Лыжные гонки
1. Ставре Яда
2. Виктория Тодоровска

## Результаты соревнований

### Лыжные виды спорта

#### Горнолыжный спорт
Квалификация спортсменов для участия в Олимпийских играх осуществлялась на основании специального квалификационного рейтинга FIS по состоянию на 21 января 2018 года. При этом НОК для участия в Олимпийских играх мог выбрать только того спортсмена, который вошёл в топ-500 олимпийского рейтинга в своей дисциплине, и при этом имел определённое количество очков, согласно квалификационной таблице. Страны, не имеющие участников в числе 500 сильнейших спортсменов, могли претендовать только на квоты категории «B» в технических дисциплинах. По итогам квалификационного отбора сборная Македонии завоевала олимпийскую лицензию категории «A» в мужских соревнованиях, благодаря удачным выступлениям Антонио Ристевски.
Мужчины
| Соревнование      | Спортсмены        | Скоростной спуск/ 1 спуск | Скоростной спуск/ 1 спуск | Слалом/ 2 спуск      | Слалом/ 2 спуск      | Всего                | Место                | Отставание           |
| Соревнование      | Спортсмены        | Время                     | Место                     | Время                | Место                | Всего                | Место                | Отставание           |
| ----------------- | ----------------- | ------------------------- | ------------------------- | -------------------- | -------------------- | -------------------- | -------------------- | -------------------- |
| слалом            | Антонио Ристевски | DNF                       | DNF                       | завершил выступление | завершил выступление | завершил выступление | завершил выступление | завершил выступление |
| гигантский слалом | Антонио Ристевски | DNF                       | DNF                       | завершил выступление | завершил выступление | завершил выступление | завершил выступление | завершил выступление |

#### Лыжные гонки
Квалификация спортсменов для участия в Олимпийских играх осуществлялась на основании специального квалификационного рейтинга FIS по состоянию на 21 января 2018 года. Для получения олимпийской лицензии категории «A» спортсменам необходимо было набрать максимум 100 очков в дистанционном рейтинге FIS. При этом каждый НОК может заявить на Игры 1 мужчину и 1 женщины, если они выполнили квалификационный критерий «B», по которому они смогут принять участие в спринте и гонках на 10 км для женщин или 15 км для мужчин. По итогам квалификационного отбора сборная Македонии завоевала мужскую олимпийскую лицензию категории «A» и женскую категории «B».
Мужчины
Дистанционные гонки
| Соревнование           | Спортсмены | Результат | Место | Отставание |
| ---------------------- | ---------- | --------- | ----- | ---------- |
| 15 км свободным стилем | Ставре Яда | 42:14,2   | 99    | +8:30,3    |

Спринт
| Соревнование | Спортсмены | Квалификация | Квалификация | Четвертьфинал        | Четвертьфинал        | Четвертьфинал        | Полуфинал            | Полуфинал            | Полуфинал            | Финал                | Финал                | Итоговое место |
| Соревнование | Спортсмены | Результат    | Место        | Заезд                | Результат            | Место                | Заезд                | Результат            | Место                | Результат            | Место                | Итоговое место |
| ------------ | ---------- | ------------ | ------------ | -------------------- | -------------------- | -------------------- | -------------------- | -------------------- | -------------------- | -------------------- | -------------------- | -------------- |
| спринт       | Ставре Яда | 4:23,85      | 79           | завершил выступление | завершил выступление | завершил выступление | завершил выступление | завершил выступление | завершил выступление | завершил выступление | завершил выступление | 79             |

Женщины
Дистанционные гонки
| Соревнование           | Спортсмены          | Результат | Место | Отставание |
| ---------------------- | ------------------- | --------- | ----- | ---------- |
| 10 км свободным стилем | Виктория Тодоровска | 32:57,6   | 85    | +7:57,1    |